# Doug Brien
Douglas Robert Zachariah Brien (Bloomfield, 24 novembre 1970) è un ex giocatore di football americano statunitense che ha giocato nel ruolo di placekicker nella National Football League (NFL). Fu scelto nel corso del terzo giro (85º assoluto) del Draft NFL 1994 dai San Francisco 49ers. Al college ha giocato a football all’Università della California.

## Carriera professionistica
Scelto dai 49ers nel Draft 1994, nella sua stagione da rookie Brien vinse un anello del Super Bowl quando la sua squadra batté 49-26 i San Diego Chargers nel Super Bowl XXIX. Proprio quell'anno stabilì il record NFL segnando 17 tentativi di extra point nei playoff, un primato che resiste ancora oggi.
Al contrario divenne famoso nell'area di New York per aver sbagliato due potenziali field goal della vittoria nei divisional playoff del 2004 contro i Pittsburgh Steelers. Due mesi dopo fu svincolato ma firmò coi Chicago Bears con cui nel 2005 passò l'ultima stagione della carriera.
Nella sua carriera nella NFL, Brien segnò l'80,2% dei suoi field goal e convertì il 98,0% dei suoi tentativi di extra point.

## Vittorie e premi
- Super Bowl : 1 Vincitore del Super Bowl XXIX

## Statistiche
| Field goal tentati   | 258 |
| Field goal segnati   | 207 |
| Field goal più lungo | 56  |